# Rio Haneş
O Rio Haneş é um rio da Romênia, afluente do Lotru, localizado no distrito de Vâlcea.